# Чачуа, Акакий
Акакий Чачуа (груз. აკაკი ჩაჩუა, род.16 сентября 1969) — грузинский борец греко-римского стиля, призёр чемпионатов Европы и Олимпийских игр.

## Биография
Родился в 1969 году в Самтредиа. В 1997 году стал бронзовым призёром чемпионата Европы. На чемпионате Европы 1999 года завоевал серебряную медаль. В 2000 году стал обладателем бронзовой медали Олимпийских игр в Сиднее. В 2004 году принял участие в Олимпийских играх в Афинах, но там занял лишь 9-е место.